# البرتو لورا
البرتو لورا (انگلیسی: Alberto Lora؛ زادهٔ ۲۵ مارس ۱۹۸۷) بازیکن فوتبال اهل اسپانیا است.
از باشگاه‌هایی که در آن بازی کرده‌است می‌توان به باشگاه فوتبال اومانیا و باشگاه فوتبال اسپورتینگ خیخون اشاره کرد.